# Ardeshir Zahedi
Pour les articles homonymes, voir Zahedi.
Ardeshir Zahedi (en persan : اردشیر زاهدی), né le 16 octobre 1928 à Téhéran et mort le 18 novembre 2021 à Montreux, est un diplomate et homme politique iranien. Il a joué un rôle important dans les années 1960 et 1970 en tant que ministre des Affaires étrangères et ambassadeur aux États-Unis et au Royaume-Uni. Gendre du dernier chah d'Iran, Mohammad Reza Pahlavi, de 1957 à 1964, il est resté proche de lui toute sa vie durant.

## Biographie
Il est le fils du général Fazlollah Zahedi, qui est premier ministre après la chute de Mohammad Mossadegh, et par sa mère, arrière-petit-fils de Mozaffaredin Shah (1853-1907), chah d'Iran.
Le jeune Zahedi obtient un diplôme d'agriculture de l'université de l'Utah en 1950. Sept ans plus tard, il épouse la fille du chah d'Iran, la princesse Shahnaz Pahlavi. De cette union, naît une fille, Zahra Zahedi en 1958. Les époux divorcent en 1964.
Zahedi est ambassadeur aux États-Unis de 1959 à 1962 puis au Royaume-Uni de 1962 à 1966. Il est ministre des Affaires étrangères de 1966 à 1973 dans le cabinet d'Amir Abbas Hoveida avant de retourner à Washington, de nouveau comme ambassadeur de son pays de 1973 à 1979.
Après la chute de la monarchie, il démissionne de son poste diplomatique, s'évertue à aider le souverain déchu à trouver des pays d'accueil et est présent à son lit de mort.
Zahedi demeura en dernier à Montreux en Suisse où il mourut.

## Points de vue
Dans une interview de mai 2006, Zahedi exprime son soutien au programme nucléaire iranien le qualifiant de « droit inaliénable de l'Iran », sous l'égide du traité de non-prolifération nucléaire. Il déclare à Voice of America que les États-Unis avaient approuvé le démarrage du programme nucléaire iranien de 50 milliards dans les années 1970. Deux documents en particulier, datant du 22 avril 1975 et du 20 avril 1976, révèlent que les Américains et les Iraniens ont tenu des négociations à propos du programme nucléaire et que les Américains avaient la volonté d'aider l'Iran pour son uranium enrichi et avaient prévu des facilités de traitement du fioul.

## Décorations
- Grand officier de l'ordre du Mérite de la République fédérale d'Allemagne
- Chevalier de 1re classe de l'ordre de Homayoun
- Chevalier grand-croix honoraire de l'ordre royal de Victoria (GCVO)

## Distinctions
- Docteur honoris causa de l'université de l'Utah
- Docteur honoris causa de l'université du Texas
- Docteur honoris causa de l'université de Saint-Louis
- Docteur honoris causa de l'université d'État du Montana
- Docteur honoris causa de l'université Harvard
- Docteur honoris causa de l'université d'État de Kent
- Docteur honoris causa de l'East Texas State University
- Docteur honoris causa du Washington College de Chestertown
- Docteur honoris causa de l'université de Séoul

## Ouvrages
- Mémoires, Éd. Godefroy de Bouillon, 2009.
- Yemen, édité par Ardeshir Zahedi, 2018.